# Uridium
Uridium is een Shoot 'em up dat werd ontwikkeld door Andrew Braybrook. Het spel werd uitgebracht in 1986 door Hewson Consultants.

## Platforms
| Jaar | Platform                         |
| ---- | -------------------------------- |
| 1986 | Commodore 64, ZX Spectrum        |
| 1987 | Amstrad CPC, Atari ST, BBC Micro |
| 1988 | DOS                              |
| 2008 | Virtual Console (Wii)            |
| 2011 | iPad, iPhone                     |

## Ontvangst
| Beoordeeld door                | Platform            | Datum         | Score |
| ------------------------------ | ------------------- | ------------- | ----- |
| Zzap! (Italy)                  | Commodore 64        | juni 1986     | 94%   |
| Zzap!                          | Commodore 64        | maart 1986    | 94%   |
| Happy Computer                 | Commodore 64        | 1986          | 92%   |
| GamesCollection                | Commodore 64        | 5 april 2008  | 90%   |
| ASM (Aktueller Software Markt) | Commodore 64        | april 1986    | 80%   |
| Official Nintendo Magazine     | Wii Virtual Console | 28 maart 2008 | 61%   |
| Nintendo Life                  | Wii Virtual Console | 29 maart 2008 | 60%   |